# São Fidélis
São Fidélis é um município brasileiro do estado do Rio de Janeiro.   
Localiza-se na Microrregião de Campos dos Goytacazes, no Norte Fluminense, tendo uma área de 1 028,095 km², dividida em cinco distritos. 
São Fidélis, que retira o seu nome ao mártir Fidélis de Sigmaringa, também é conhecida como "Cidade Poema" devido às belezas naturais e ao seu grande número de poetas.
Terra de inúmeros grupos de imigrantes, muitas de suas famílias possuem origem sírio-libanesa, portuguesa, alemã, italianas, dentre outros grupos. 
Sua economia é baseada no cultivo da cana-de-açúcar e na agropecuária (gado de corte e pecuária leiteira).   
Na agricultura, São Fidélis se caracteriza pela policultura, sendo suas principais culturas a de cana-de-açúcar, arroz, milho, tomate, banana, algodão e goiaba. 
Apresenta, ainda, potencial para fruticultura, olericultura, floricultura e silvicultura. Sua economia possui representação também em outros setores, como indústria, comércio, cooperativas e pesca.
É banhada pelo Rio Paraíba do Sul e por dois importantes afluentes: Rio Dois Rios e Rio do Colégio. Seu acesso principal se dá pela rodovia RJ-158, que liga a cidade a Campos dos Goytacazes.
O município também é cortado por uma ferrovia, a Linha Campos a Miracema da antiga Estrada de Ferro Leopoldina, que liga a cidade aos municípios de Campos dos Goytacazes e Santo Antônio de Pádua. 
Desde 1996, a linha está concedida à Ferrovia Centro Atlântica (FCA) para o transporte de cargas.

## Geografia

### Etnias
| Cor/Raça | Percentagem |
| -------- | ----------- |
| Branca   | 61,22%      |
| Parda    | 28,41%      |
| Preta    | 9,79%       |
| Amarela  | 0,57%       |
| Indígena | 0,01%       |

Fonte: IBGE <ref>
Clima
Segundo dados do Instituto Nacional de Meteorologia (INMET), referentes ao período de 1973 a 2003, a menor temperatura registrada em São Fidélis foi de 5,6 °C em 29 de junho de 1974, e a maior atingiu 42,5 °C em 8 de janeiro de 1995.
Nos períodos de 1973 a 1979 e 2002 a 2003, o maior acumulado de precipitação em 24 horas foi de 90,5 milímetros (mm) em 14 de agosto de 1976. Janeiro de 1979, com 336,6 mm, foi o mês de maior precipitação.
| Dados climatológicos para São Fidélis                                                                                                   | Dados climatológicos para São Fidélis | Dados climatológicos para São Fidélis | Dados climatológicos para São Fidélis | Dados climatológicos para São Fidélis | Dados climatológicos para São Fidélis | Dados climatológicos para São Fidélis | Dados climatológicos para São Fidélis | Dados climatológicos para São Fidélis | Dados climatológicos para São Fidélis | Dados climatológicos para São Fidélis | Dados climatológicos para São Fidélis | Dados climatológicos para São Fidélis | Dados climatológicos para São Fidélis |
| Mês | Jan                                   | Fev                                   | Mar                                   | Abr                                   | Mai                                   | Jun                                   | Jul                                   | Ago                                   | Set                                   | Out                                   | Nov                                   | Dez                                   | Ano                                   |
| --- | ------------------------------------- | ------------------------------------- | ------------------------------------- | ------------------------------------- | ------------------------------------- | ------------------------------------- | ------------------------------------- | ------------------------------------- | ------------------------------------- | ------------------------------------- | ------------------------------------- | ------------------------------------- | ------------------------------------- |
| Temperatura máxima recorde (°C) | 42,5                                  | 40,5                                  | 40,2                                  | 38,4                                  | 36,2                                  | 35,5                                  | 36                                    | 38,8                                  | 38,8                                  | 39,5                                  | 40                                    | 39,8                                  | 42,5                                  |
| Temperatura máxima média (°C) | 33,5                                  | 34,6                                  | 33,6                                  | 32,1                                  | 29,9                                  | 28,8                                  | 28,3                                  | 29,3                                  | 29,3                                  | 30,5                                  | 31,3                                  | 32,2                                  | 31,1                                  |
| Temperatura mínima média (°C) | 22,2                                  | 22,3                                  | 21,8                                  | 20,3                                  | 17,9                                  | 16                                    | 15,2                                  | 15,6                                  | 18,1                                  | 19,7                                  | 20,9                                  | 21,6                                  | 19,4                                  |
| Temperatura mínima recorde (°C) | 15,5                                  | 17                                    | 14,1                                  | 12,6                                  | 5,8                                   | 5,6                                   | 7,2                                   | 8,6                                   | 10,2                                  | 11,6                                  | 11,2                                  | 15,8                                  | 5,6                                   |
| Fonte: Instituto Nacional de Meteorologia (INMET) (normal climatológica de 1981-2010; recordes de temperatura: 01/03/1973 a 30/06/2003) |                                       |                                       |                                       |                                       |                                       |                                       |                                       |                                       |                                       |                                       |                                       |                                       |                                       |

## Subdivisões
A cidade está dividida em cinco distritos:
1. São Fidélis (sede)
2. Ipuca
3. Pureza
4. Colônia
5. Cambiasca

## Turismo

### Cachoeira do Oriente
Com área total de aproximadamente 70 m e altura de 10 m, destacam-se no atrativo três saltos, intercalados por pequenos patamares em rochas. 
Seu entorno é formado de encostas rochosas, com vegetação de alto e médio porte, além de típica vegetação cactácea e grande concentração de bromélias. 
Com águas claras, transparentes e mornas, apresenta ótimas possibilidades para banhos em seus escorregas, duchas e piscinas naturais. 
São várias piscinas, com a maior delas situada entre 2 saltos da cachoeira, cuja profundidade atinge, em alguns trechos, mais de 3 metros. 
À margem esquerda, junto a esta piscina, se destaca uma rocha com suave inclinação, que é usada como um "escorrega" natural. 
O salto do meio forma a maior queda do atrativo, com altura aproximada de 4 metros. 
Registra-se na área a presença de uma praia, acima da formação da cachoeira, que também se identifica como excelente local para banhos.

### Cachoeira do Recreio
Com altura aproximada de 70 metros e largura de 10 metros, forma-se junto ao topo de um moro da Serra do Recreio. 
Com dois saltos principais, um deles com mais de 60 metros, possui águas límpidas, claras e frias. 
Logo após os saltos, há várias piscinas naturais propícias a banhos, situadas entre densa vegetação e que estendem por uma extensão de 200 metros. 
Seu entorno é composto pelo recorte da Serra do Recreio, com vegetação de alto e médio porte próximo ao seu cume, e rasteira junto às bases dos morros. 
Percorrendo mais 1,2 km pela estrada que liga os municípios de São Fidélis a Santa Maria Madalena, em leito natural, chega-se ao topo do morro, nascente da cachoeira. 
Do local, descortina-se bela paisagem que abrange todo o vale, onde correm o Córrego do Recreio e o Rio do Colégio, além de se avistar o belo recorte da Serra de Itacolomi.

### Cachoeira Pedra d'água
Grande lajeado, em declive, com aproximadamente 15 metros de largura e 40 metros de extensão. 
Encontra-se com trechos represados por pequenas muretas de pedra, que formam três piscinas, além de pequenas barragens. 
Suas águas são muito claras, transparentes e mornas. 
Próximo ao atrativo destaca-se, entre vegetação existente um frondoso ficus que sombreia parte da área do atrativo.

## Fidelenses notáveis
- Alexandre Mury - Artista Plástico
- Barrerito - Cantor

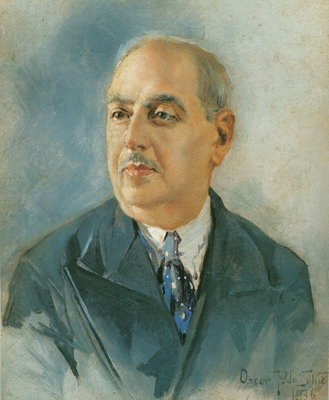
Oscar Pereira da Silva, um dos maiores pintores do Brasil, é nascido em São Fidélis

- Parrerito - Cantor (irmão de Barrerito)
- Elson do Forrogode - Cantor e Compositor
- Fernando Arêas Rifan - Bispo Católico
- Jaime de Almeida - Jogador do Flamengo e da Seleção Brasileira e Treinador de Futebol
- Heitor Collet - Político Brasileiro, foi Governador do Rio de Janeiro
- José Richa - Político Brasileiro, foi Governador do Paraná
- Nuno de Assis - Político Brasileiro
- Oscar Pereira da Silva - Pintor Brasileiro
- Rubens Rangel - Político Brasileiro
- Sebastião da Cunha de Azeredo Coutinho - Escravista e Fazendeiro, Barão de Azeredo Coutinho.
- Waldir Vieira - Radialista e Locutor